# Юрий Долгорукий (подводница)
К-535 „Юрий Долгорукий“ е руска ядрена подводница със стратегическо предназначение – 4-то и най-ново и модерно поколение към 2010 г.
Подводният крайцер е кръстен в чест на княз Юрий Долгорукий, смятан за основател на Москва.

## История
Първата подводница по проект „Борей“ е зачислена в списъците на корабите на руския ВМФ на 19 август 1995 г. под името „Санкт Петербург“, но на 1 май 1996 г. името ѝ е променено на „Юрий Долгорукий“. Строежът ѝ започва на 2 ноември 1996 г., а официално излиза от цеха на 15 април 2007 г. Екипажът ѝ е сформиран през 2003 г.
На 12 февруари 2008 г. е спусната на вода, а на 21 ноември същата година е включен за употреба ядреният ѝ реактор. От март 2009 г. ядрената подводница е в изпитания по море. За 17 декември 2010 г. е насрочен първият пробен пуск от борда на подводницата на най-новите руски балистични ракети „Булава“, с които е предвидено да бъдат въоръжени всички ядрени подводници по проект „Борей“.
Ако изпитанията на „Булава“ от борда на „Юрий Долгорукий“ преминат успешно, през пролетта на 2011 г. те ще продължат със залпово изстрелване на две ракети „Булава“ (стартират една след друга в интервал от няколко секунди). В случай на успех, подводният крайцер с предвиденото му въоръжение ще бъде незабавно приет в бойния флот от състава на стратегическите ядрени сили на Руската федерация.
На 28 юни 2011 г. е проведен успешно първия експериментален пуск на ракета Булава от борда на най-новата подводница. 